# Kuldscha albescens
Kuldscha albescens är en fjärilsart som beskrevs av Warnecke 1934. Kuldscha albescens ingår i släktet Kuldscha och familjen mätare. Inga underarter finns listade i Catalogue of Life.